# Mad About Mountains
Mad About Mountains is een Belgische Americana-band rond Piet De Pessemier.
Het nummer Down The River Home werd in 2015 opgenomen op het verzamelalbum Duyster-sessions.
De Pessemier richtte Mad about Mountains op na het ter ziele gaan van Krakow.
Voor het debuutalbum van Mad About Mountains, in feite een solo-project, trok Piet De Pessemier naar de Ardennen waar hij een studio bouwde in een chalet. Hij vroeg de bevriende muzikant Luuk Cox van Shameboy de opnamen te registreren en te produceren. Gastbijdragen op het album waren afkomstig van De Pessemiers vriendenkring.
Floris Gevers zingt mee en speelt viool op de nummers Me & My Mountain, After You en Farewell Brothers. Myrthe Luyten (Astronaute) zingt mee op de nummers Don’t Be Angry en Farewell Brothers. Gianni Marzo speelt lapsteel gitaar op drie nummers, de percussie is afkomstig van Stijn Persoons (met wie De Pessemier samenspeelt in The Brothers Deere) en de piano wordt bespeeld door Isabelle Pavone.
Het tweede album Harlaz werd uitgebracht in 2014.
Het derde album is minder breekbaar van geluid, onder meer omdat elektrische gitaren veel prominenter worden gebruikt.

## Discografie
- Mad About Mountains (Zeal Records 2012)
- Harlaz (Zeal Records 2014)
- Radio Harlaz (Zeal Records 2016)